# Festuca psammophila
Festuca psammophila là một loài thực vật có hoa trong họ Hòa thảo. Loài này được (Hack. ex Celak) Fritsch mô tả khoa học đầu tiên năm 1897.